# Episodi di Medical Center (prima stagione)
La prima stagione della serie televisiva Medical Center è stata trasmessa in anteprima negli Stati Uniti d'America dalla CBS tra il 24 settembre 1969 e il 15 aprile 1970.
In precedenza, il 17 aprile 1969, è andato in onda l'episodio pilota della serie TV.
| nº | Titolo originale                 | Titolo italiano | Prima TV USA      | Prima TV Italia |
| -- | -------------------------------- | --------------- | ----------------- | --------------- |
| 0  | Operation Heartbeat              |                 | 17 aprile 1969    |                 |
| 1  | The Last Ten Yards               |                 | 24 settembre 1969 |                 |
| 2  | Victim                           |                 | 1º ottobre 1969   |                 |
| 3  | Emergency in Ward E              |                 | 8 ottobre 1969    |                 |
| 4  | A Life Is Waiting                |                 | 15 ottobre 1969   |                 |
| 5  | The Battle of Lily Wu            |                 | 22 ottobre 1969   |                 |
| 6  | The Crooked Circle               |                 | 29 ottobre 1969   |                 |
| 7  | Thousands and Thousands of Miles |                 | 12 novembre 1969  |                 |
| 8  | The Sharpest Edge                |                 | 19 novembre 1969  |                 |
| 9  | Jeopardy                         |                 | 26 novembre 1969  |                 |
| 10 | The Fallen Image                 |                 | 3 dicembre 1969   |                 |
| 11 | The Loner                        |                 | 10 dicembre 1969  |                 |
| 12 | 24 Hours                         |                 | 17 dicembre 1969  |                 |
| 13 | The Adversaries                  |                 | 31 dicembre 1969  |                 |
| 14 | The Deceived                     |                 | 7 gennaio 1970    |                 |
| 15 | Moment of Decision               |                 | 14 gennaio 1970   |                 |
| 16 | Runaway                          |                 | 21 gennaio 1970   |                 |
| 17 | Fright and Flight                |                 | 4 febbraio 1970   |                 |
| 18 | A Duel with Doom                 |                 | 11 febbraio 1970  |                 |
| 19 | A Matter of Tomorrow             |                 | 25 febbraio 1970  |                 |
| 20 | Care Is No Cure                  |                 | 4 marzo 1970      |                 |
| 21 | The Professional                 |                 | 11 marzo 1970     |                 |
| 22 | The Combatants                   |                 | 18 marzo 1970     |                 |
| 23 | The V.D. Story                   |                 | 25 marzo 1970     |                 |
| 24 | His Brother's Keeper             |                 | 1º aprile 1970    |                 |
| 25 | The Rebel in White               |                 | 8 aprile 1970     |                 |
| 26 | Between Dark and Daylight        |                 | 15 aprile 1970    |                 |